# Aimée Brune-Pagès
Pour les articles homonymes, voir Brune et Pagès.
Aimée Brune-Pagès est une artiste peintre française née à Paris le 26 juillet 1803 et morte dans la même ville le 11 août 1866. Elle est, sous les différents régimes politiques français — Restauration, Monarchie de Juillet, Deuxième République et Second Empire —, l’une des femmes peintres les plus talentueuses et respectées de son époque.

## Biographie
Née le 7 thermidor an XI (26 juillet 1803) sur la rue Saint-André-des-Arts, section du Théâtre-Français, dans le 11e arrondissement à Paris, Aimée Marie Alexandrine Pagès est la fille du marchand Jean François Pagès et de Marie Angélique Santus.
Aimée Brune Pagès étudie la peinture auprès de Charles Meynier. Elle commence à exposer au Salon de Paris en 1822 avec Psyché enlevée par Zéphir, jusqu'en 1833 sous son nom de naissance et ensuite jusqu'en à 1853.
La diversité des sujets qu'elle représente — portrait, scène de genre sentimentale, peinture religieuse, tableaux d’histoire — prouve l'étendue de son talent.
Elle est médaillée de 2e classe en 1834 et de 1re classe en 1838.
Elle collabore aussi avec son époux, Christian Brune, peignant les figures animant les paysages de celui-ci, comme en témoignent par exemple les tableaux Vue de Thiers, en Auvergne du musée des Beaux-Arts d'Orléans, et Saint Michel d'Aiguilhe du musée Crozatier.
Son Étude de femme est d'ailleurs le premier tableau d'une femme à entrer au Musée de Beaux Arts d'Orléans en 1839, soit 14 ans après son ouverture en 1825; elle y expose ensuite pratiquement tous les ans. 
Elle meurt le 11 août 1866 à son domicile du 8, rue des Beaux-Arts, dans le quartier Saint-Germain-des-Prés du  6e arrondissement de Paris. Elle est inhumée aux côtés de son époux au cimetière du Père-Lachaise.
Son portrait lithographié a été publié en 1836 par Pierre Théophile Junca.
En 2016, un catalogue raisonné de son œuvre, mené par une étudiante en histoire de l'art, était en cours de réalisation.

## Œuvres

### Collections publiques

#### France

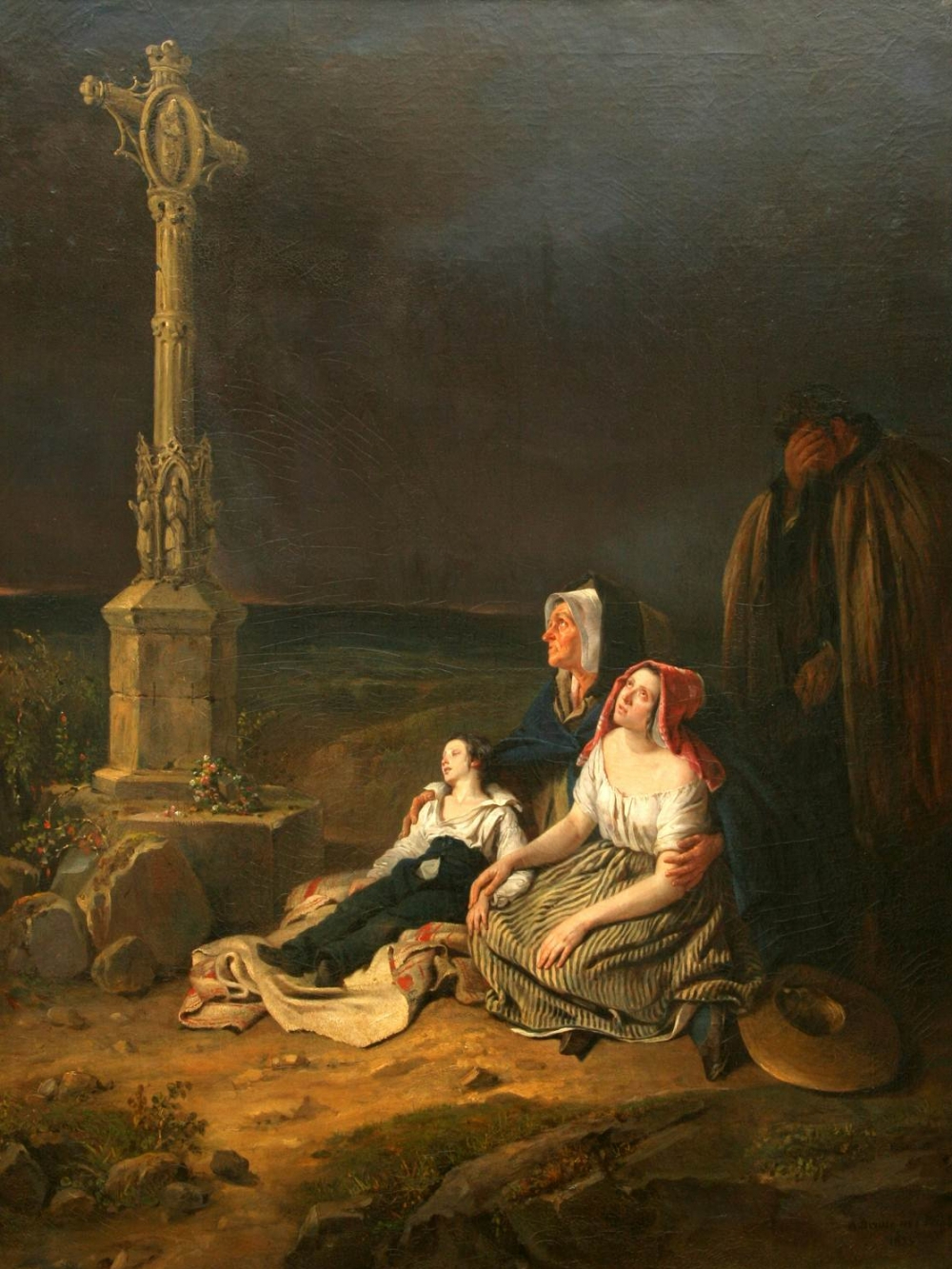
Un voeu ; Une mère implorant la Vierge pour son fils malade, Salon de 1837, Troyes, musée Saint-Loup.

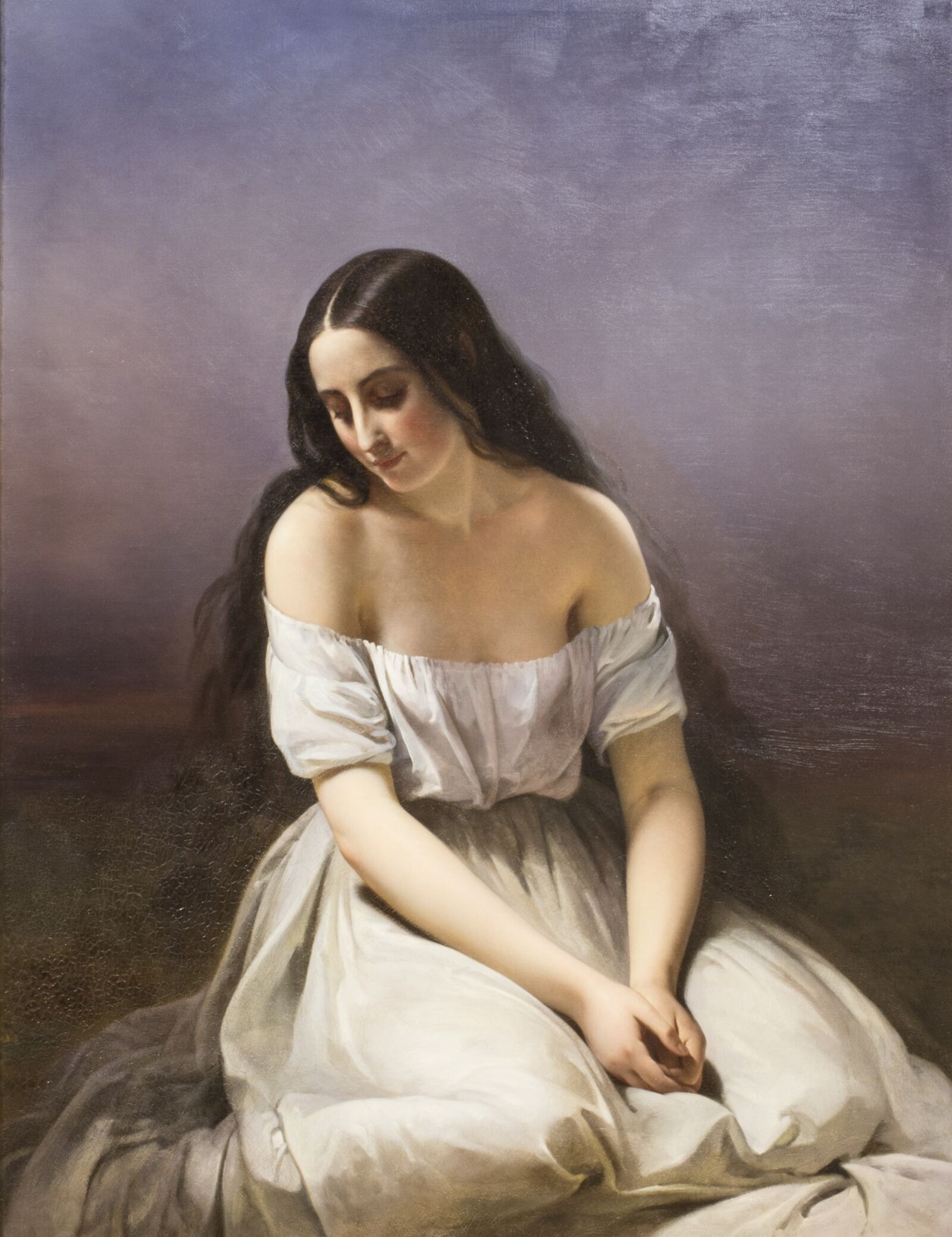
Étude de femme ou Une jeune fille à genoux, 1839, musée des Beaux-Arts d'Orléans.

- Aix-en-Provence, musée Granet : La Farniente[13], 1850, huile sur toile, 195 × 145,5 cm, commandé par l'État en 1849, déposé au musée depuis 1852[14],[15].
- Alès, musée du Colombier : Henri IV à la cour de Catherine de Médicis, 1844[16],[17].
- Amiens, musée de Picardie : 
  - Condamnation d’Anne Boleyn, 1832[18].
  - La Fille de Jephté, 1846.
- Aurillac, musée d'art et d'archéologie : Une jeune fille avec son petit frère, au bord d'un ruisseau, 32 × 24 cm, ancienne collection de Joseph Sérieys léguée à la ville d'Aurillac[19],[20].
- Bordeaux, musée des Beaux-Arts : Moïse exposé sur les bords du Nil et sauvé par la fille du pharaon, 1841, présumé détruit dans l'incendie du musée le 7 décembre 1870[21],[22].
- Boulogne-sur-Mer, château-musée : Tête d'homme, étude, 1846 ; exposé à Boulogne en 1850 et acquis par le musée la même année ; oeuvre détruite[23],[24].
- Carpentras, musée Comtadin-Duplessis : Résurrection de la fille de Jaïre, 1842[25],[26].
- Dijon, hôtel de ville : Portrait du roi Charles X, 1826, copie commandée par l'État[27].
- Eu, musée Louis-Philippe du château d'Eu : Isabelle de France, reine d'Angleterre, avant 1836, copie commandée par Louis-Philippe Ier pour sa collection personnelle[28];
- Laval, hôtel de ville : Portrait du roi Louis-Philippe, 1832, copie commandée par l'État[29].
- Marvejols, hôtel de ville : Sainte Famille, copie commandée par l'État en 1846[30].
- Nîmes, musée des Beaux-Arts : Portrait de Julie Candeille, 1828[31].
- Orléans, musée des Beaux-Arts : 
  - Une jeune fille à genoux ou Étude de femme, 1839, huile sur toile, 116 x 89 cm[32],[2],[33];
  - Figures dans Vue de Thiers, en Auvergne, paysage peint par son époux, Christian Brune, Salon de 1834, huile sur toile, 130,5 x 186,5 cm[5],[34].
- Paris :
  - musée de l'Armée : Charles Antoine Louis Alexis, comte Morand, général, 1841, commandé par Louis-Philippe Ier pour le musée historique de Versailles, dépôt du musée national du château de Versailles[35],[36].
  - musée Carnavalet :
    - Portrait de Marc-Antoine Jullien, dit de Paris, 1832[37] ;
    - Portrait de Louis-Antoine Garnier-Pagès, vers 1840[38],[39].

  - musée du Louvre : L'Enlèvement, 1831[40],[41].
- Péronne, musée Alfred-Danicourt : Daphnis et Chloé, Salon de 1824 (no 1285), ancienne collection de Jules Dehaussy, oeuvre disparue au cours de la Première Guerre mondiale[42].
- Le Puy-en-Velay, musée Crozatier : 
  - L'Ermite du mont Denise, 1834[43];
  - Personnages du premier plan dans le paysage peint par son époux Christian Brune, Saint Michel d'Aiguilhe, 1834[6].
- Quimper, musée des Beaux-Arts :
  - Tête de jeune femme, huile sur bois, vers 1815-1850[44] ;
  - Valentine de Milan, apprenant la mort de son époux le duc d'Orléans, huile sur toile, 1834[45].
- Troyes, musée Saint-Loup : Le Vœu ou  Une mère implorant la Vierge pour son fils malade, 1837[46],[47].
- Versailles, musée de l’Histoire de France :
  - Paul Phélypeaux, seigneur de Pontchartrain, conseiller d'État (1586-?), 1835, copie d'après un original conservé dans la galerie de portraits du château de Beauregard, commandé par Louis-Philippe Ier pour le musée historique de Versailles[48],[49] ;
  - Marie-Anne de Bourbon-Condé, mademoiselle de Clermont, 1837, copie d'après un original de Jean-Marc Nattier conservé au musée Condé à Chantilly ; commandé par Louis-Philippe pour le musée historique de Versailles en 1837, aile nord des ministres[50].

#### République tchèque
- Prague, musée national (Národní muzeum) : Jeune Français inconnu (en tchèque Neznámý mladý Francouz), 1828, huile sur toile, 65 × 54,2 cm, H2-31 338[51].

### Galerie d'images

Sélection d'œuvres d'Aimée Brune-Pagès
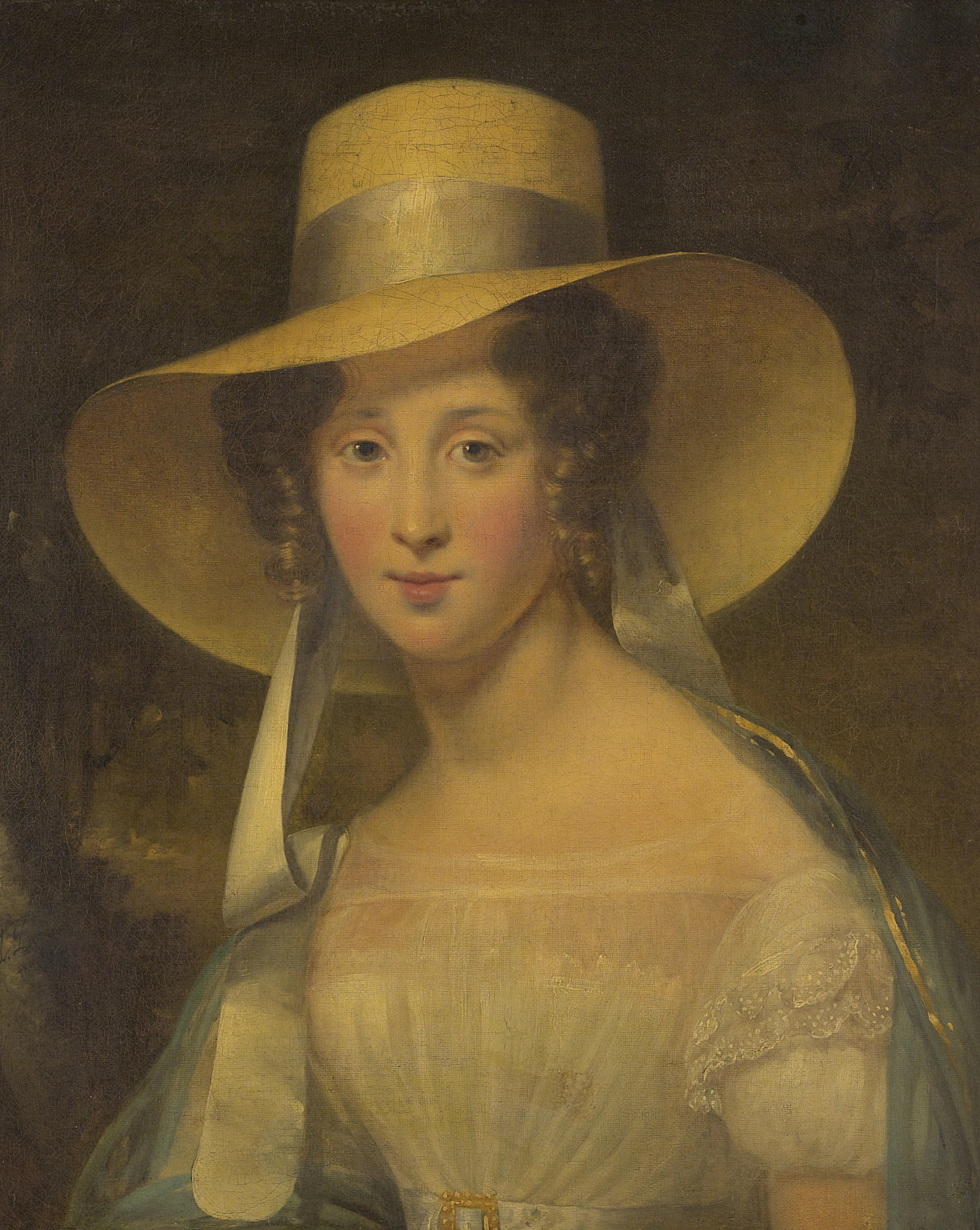
Portrait d'une jeune dame, 1825, collection privée.
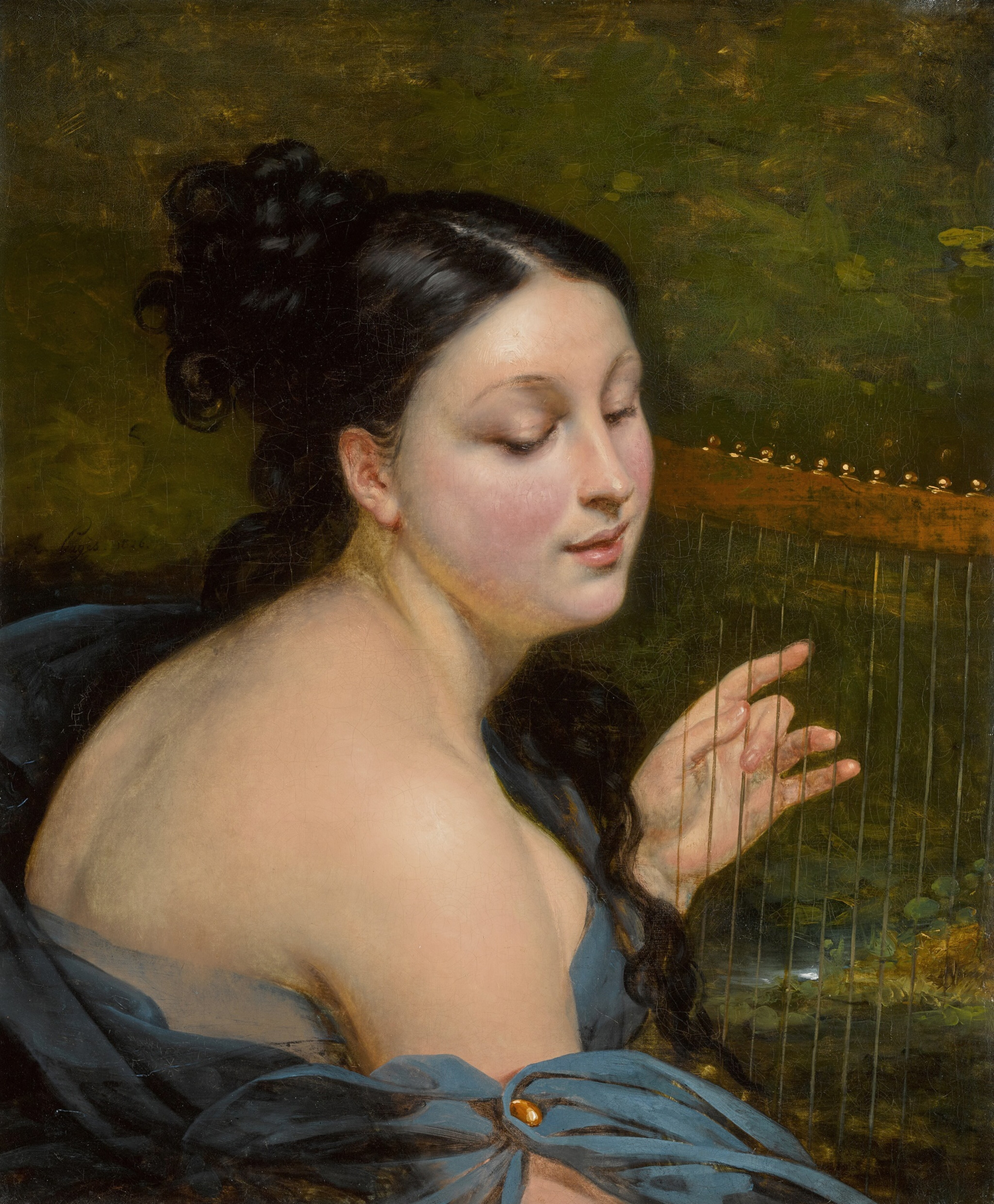
Jeune femme à la harpe, 1826, collection privée.
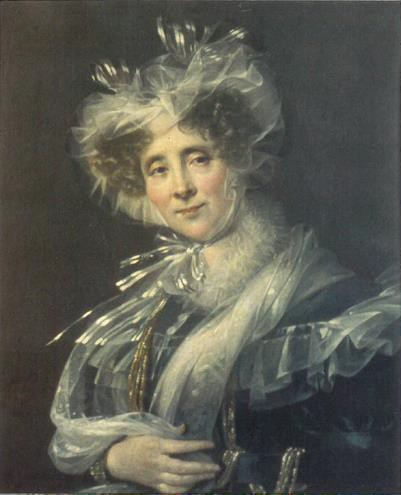
Portrait de Julie Candeille, 1828, musée des Beaux-Arts de Nîmes.
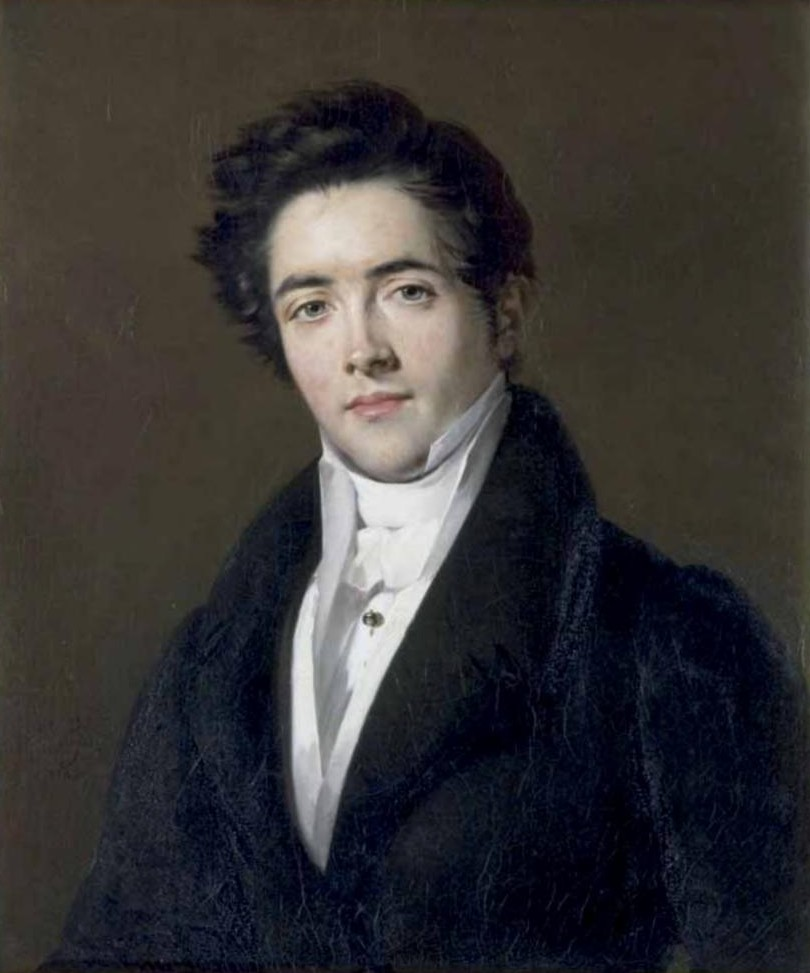
Jeune Français inconnu, 1828, musée national de Prague
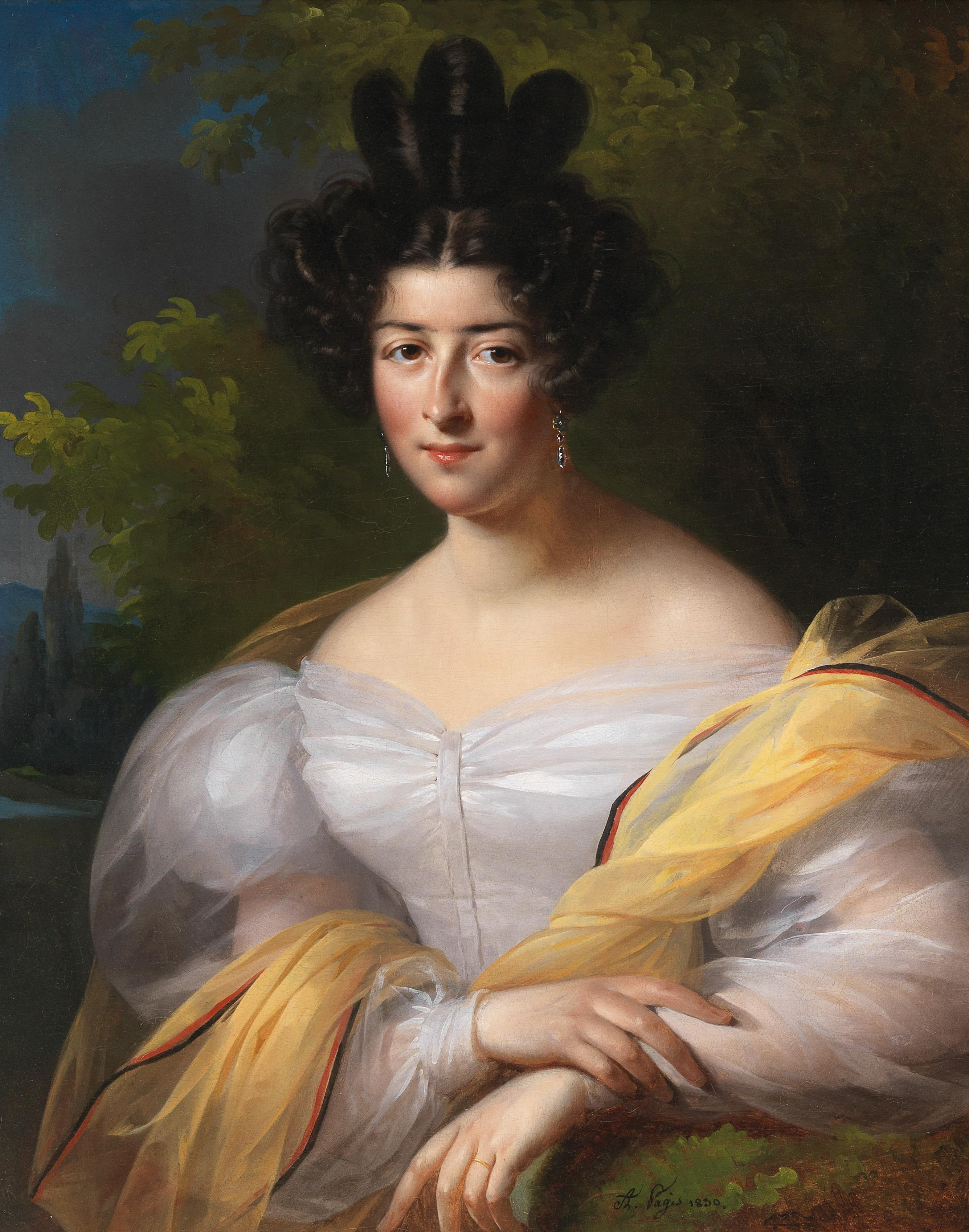
Une dame en robe blanche, 1830, collection privée.
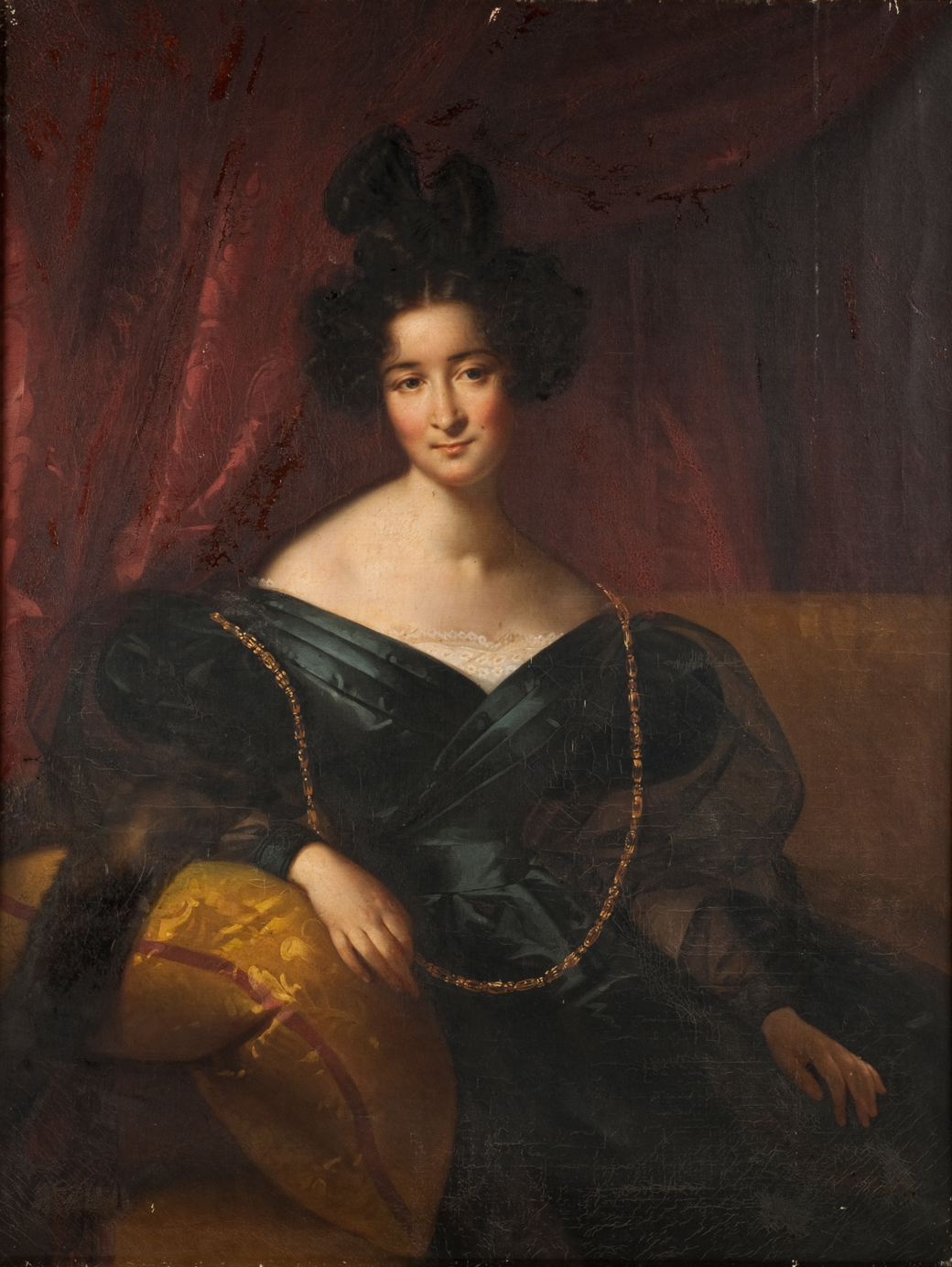
Sophie Dawes, baronne de Feuchères en deuil du prince de Condé, 1830, collection privée.
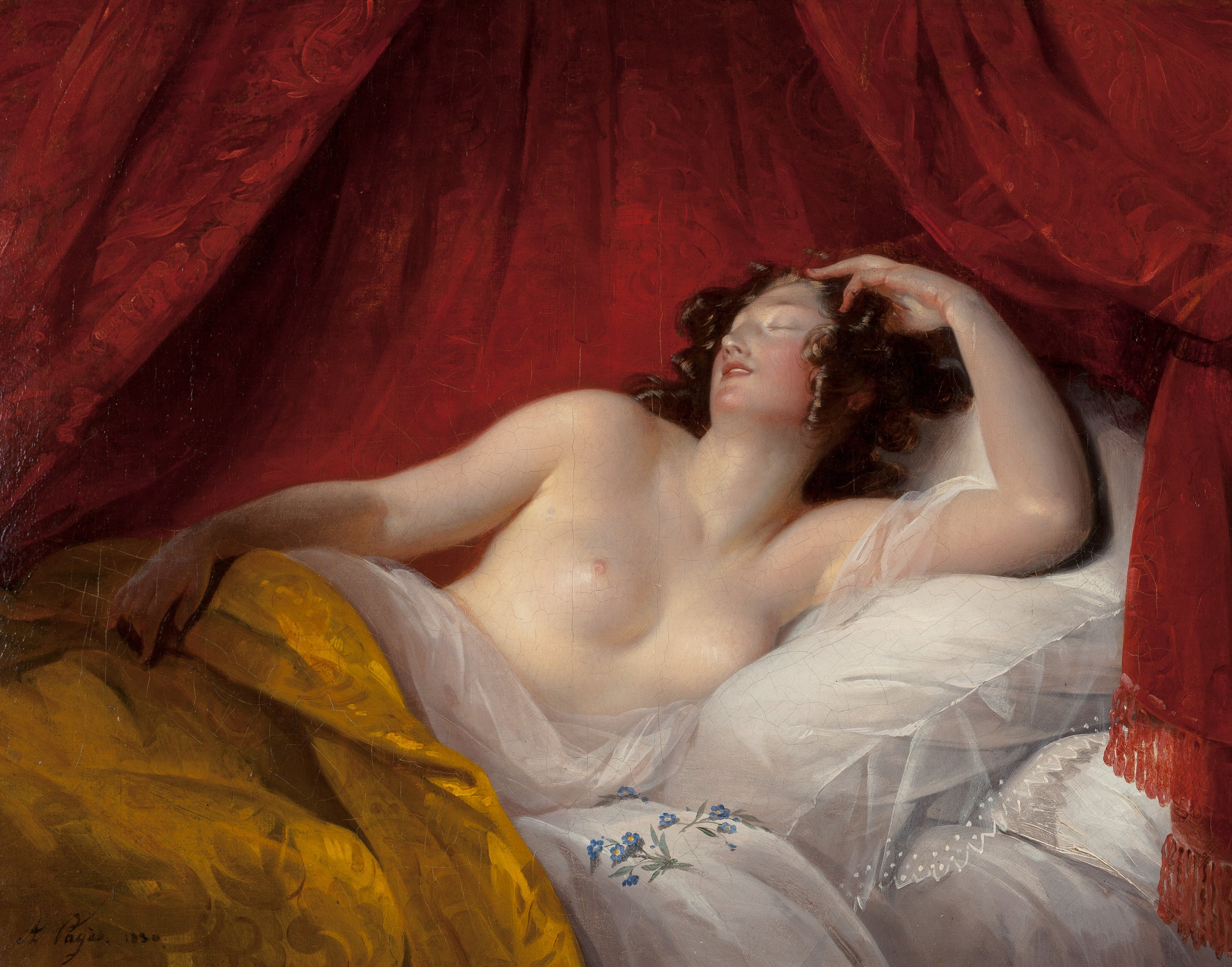
Le Sommeil (1830), Salon de 1831, collection privée.
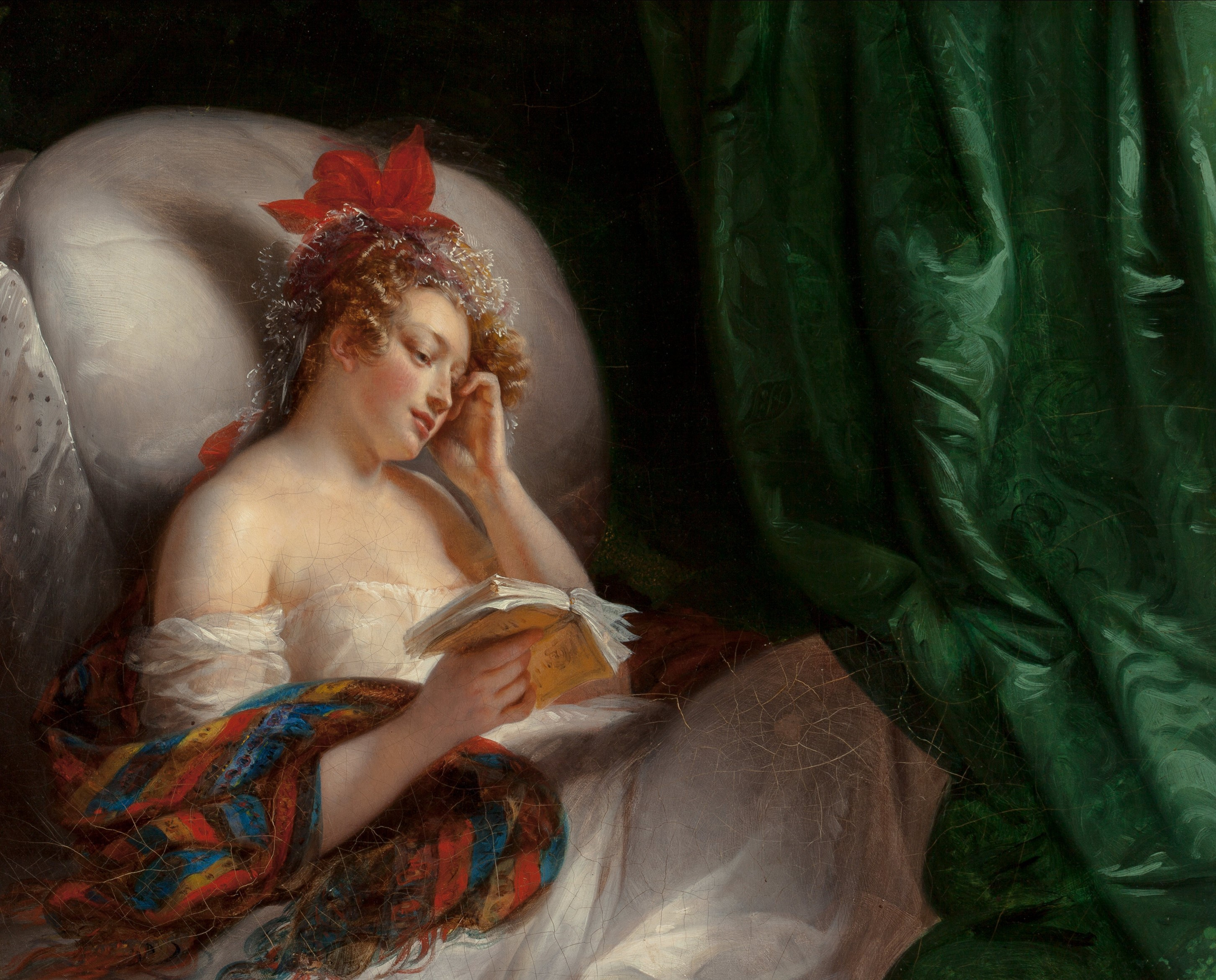
Le Réveil (1830-1831), Salon de 1831, collection privée.
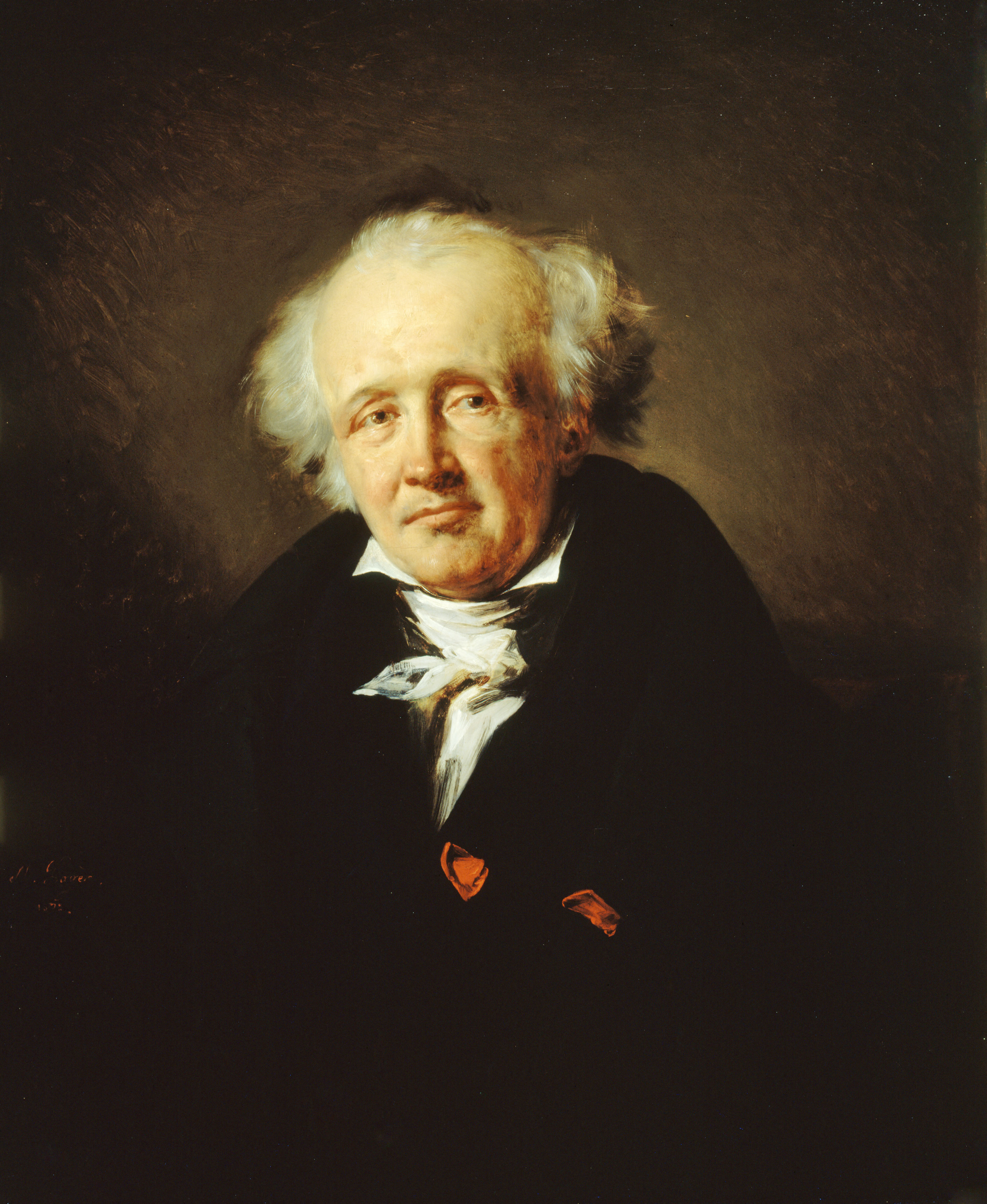
Portrait de Marc-Antoine Jullien de Paris, 1832, Paris, musée Carnavalet.
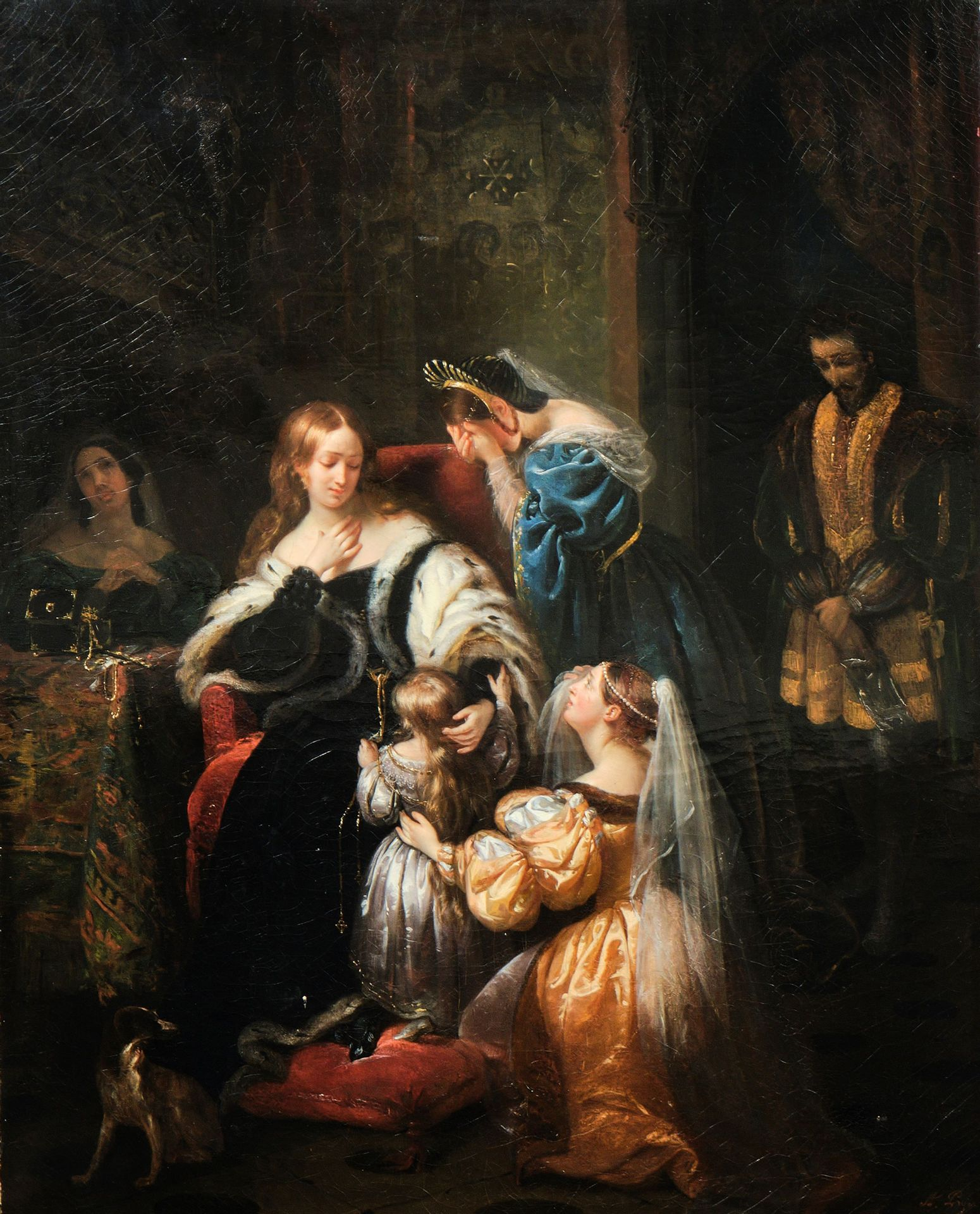
Condamnation d'Anne Boleyn, 1832, Amiens, Musée de Picardie.
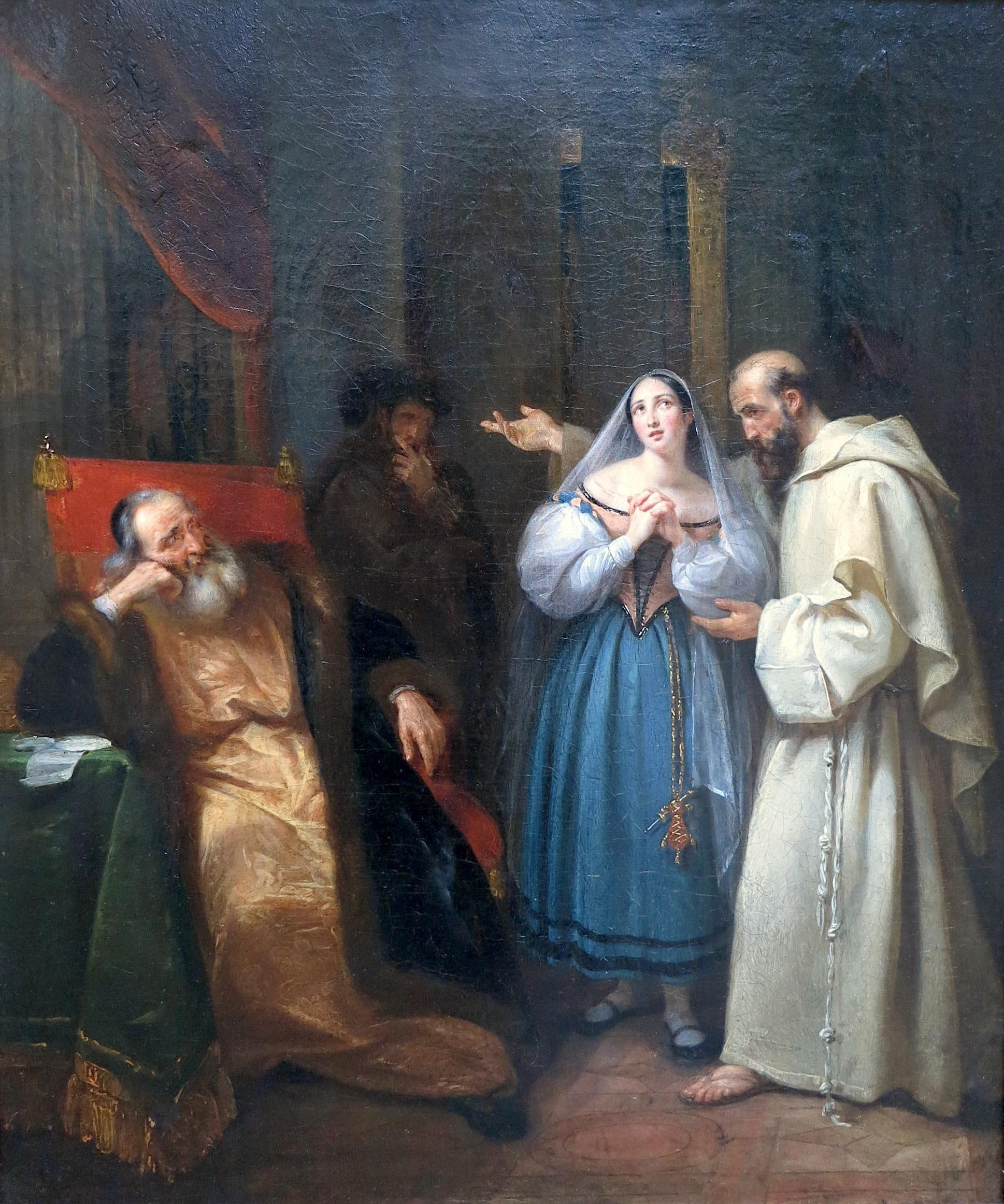
Le Bravo, 1832, d'après le roman de James Fenimore Cooper, Salon de 1833, collection privée.
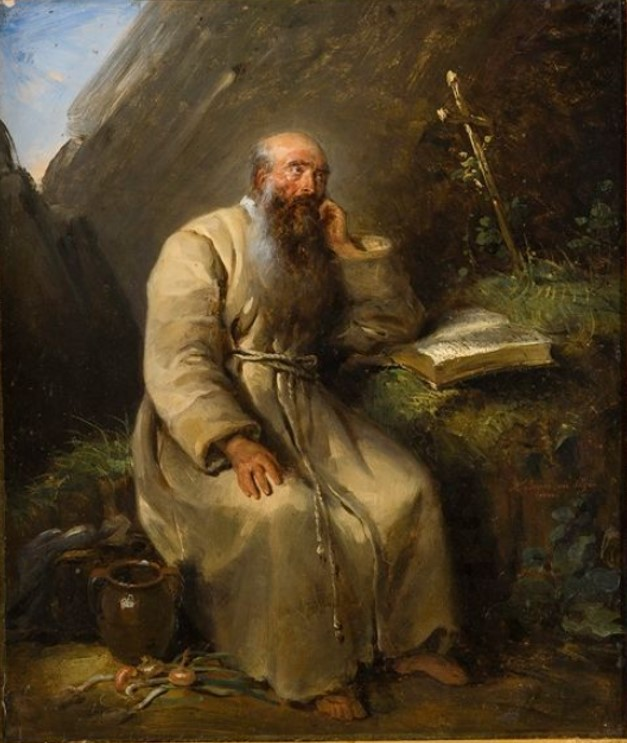
L'Ermite du Mont Denise, 1834, Le Puy, musée Crozatier
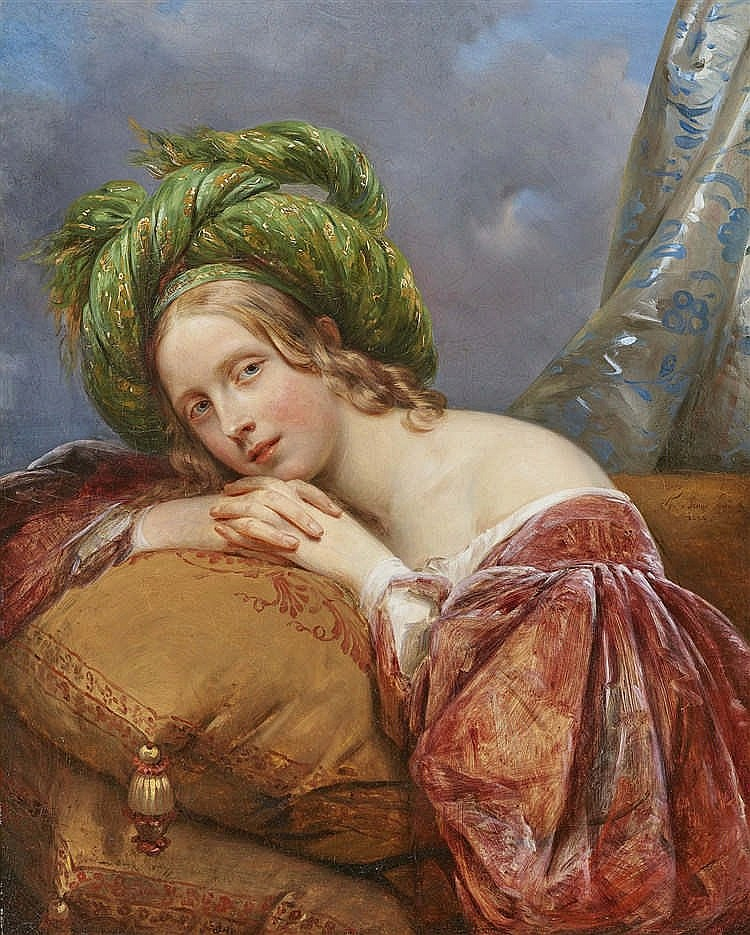
Une dame au turban vert, 1834, collection privée.
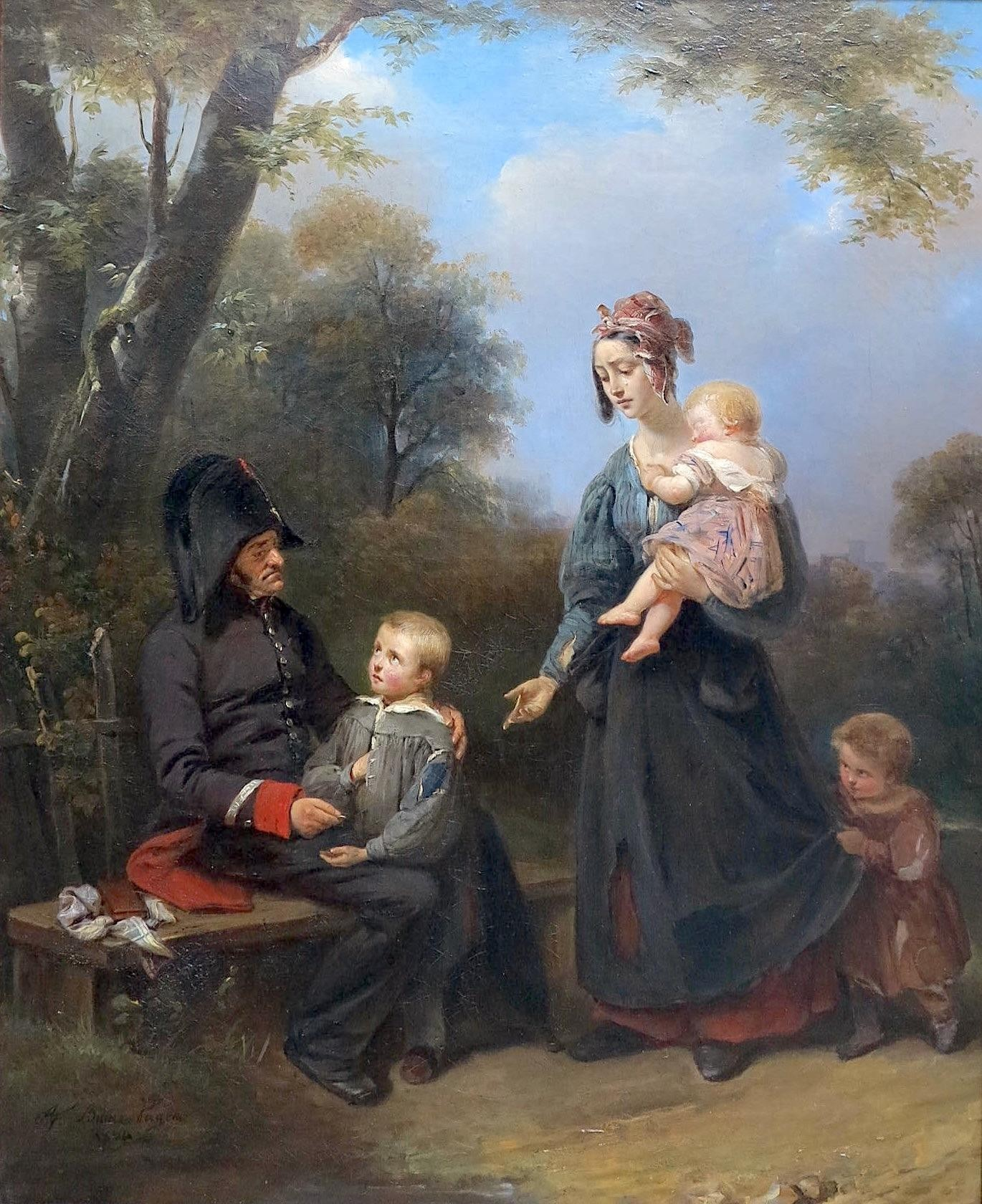
L'Aumône de l'invalide, 1834, Salon de 1835, collection privée.
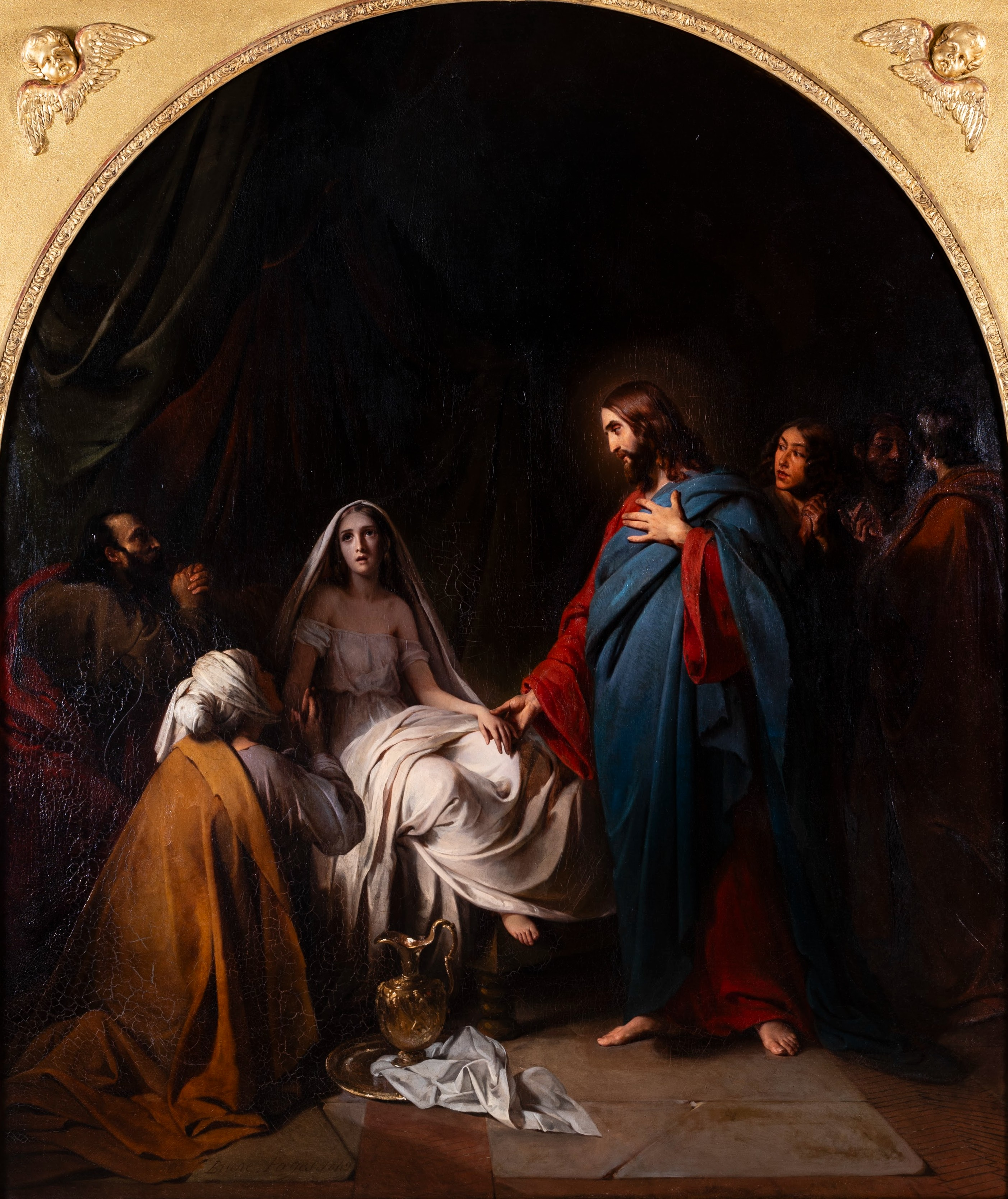
Résurrection de la fille de Jaïre, 1842, Carpentras, musée Comtadin-Duplessis
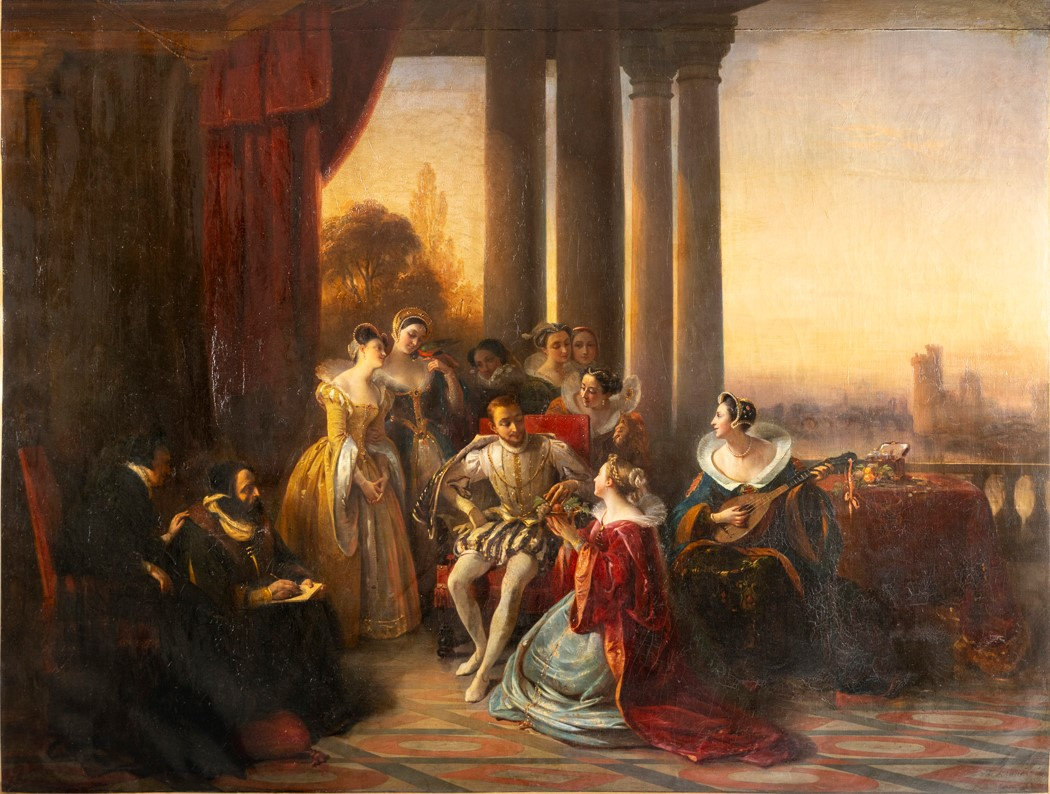
Henri IV à la cour de Catherine de Médicis, 1844, Alès, musée du Colombier
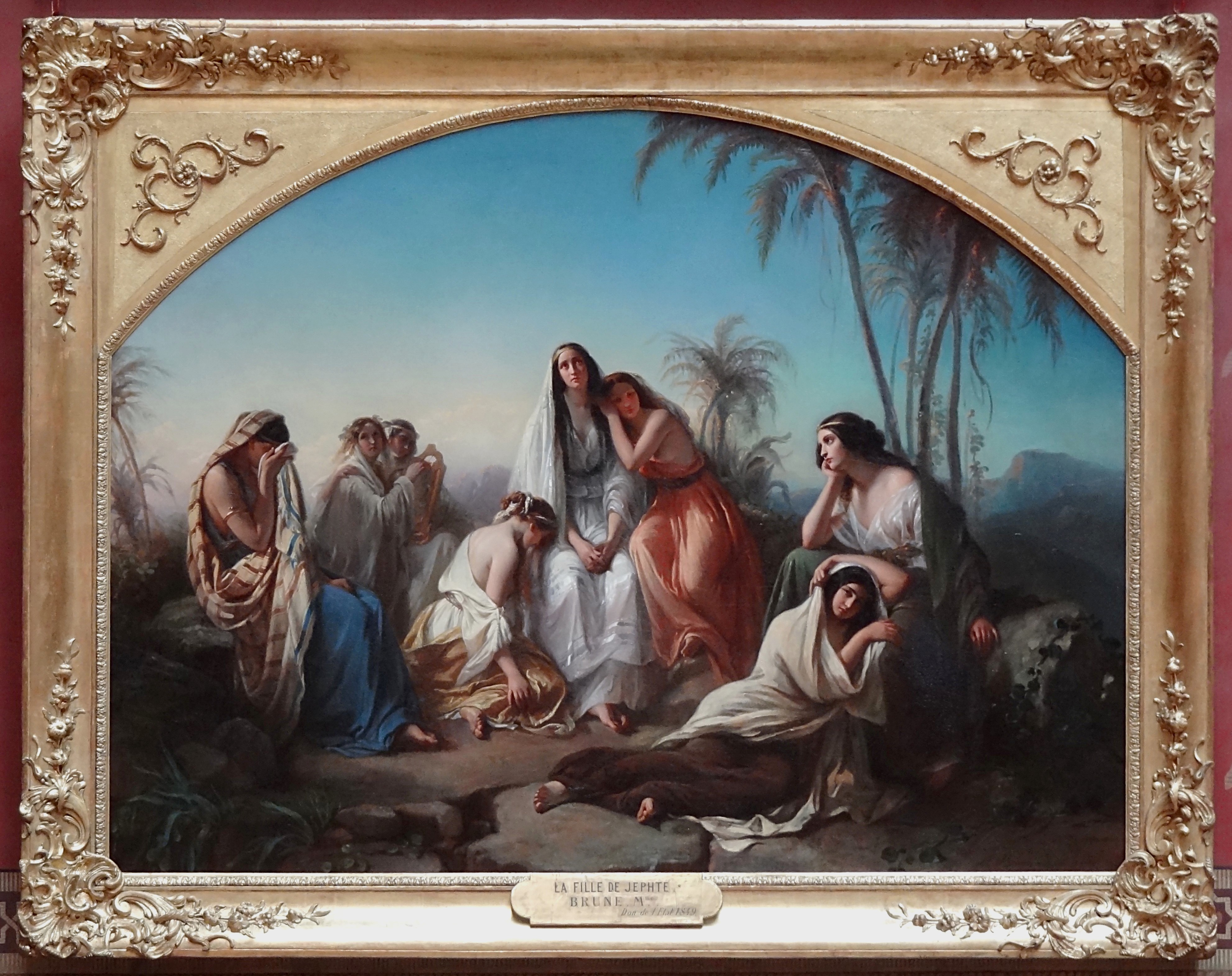
La Fille de Jephté, 1846, Amiens, musée de Picardie.
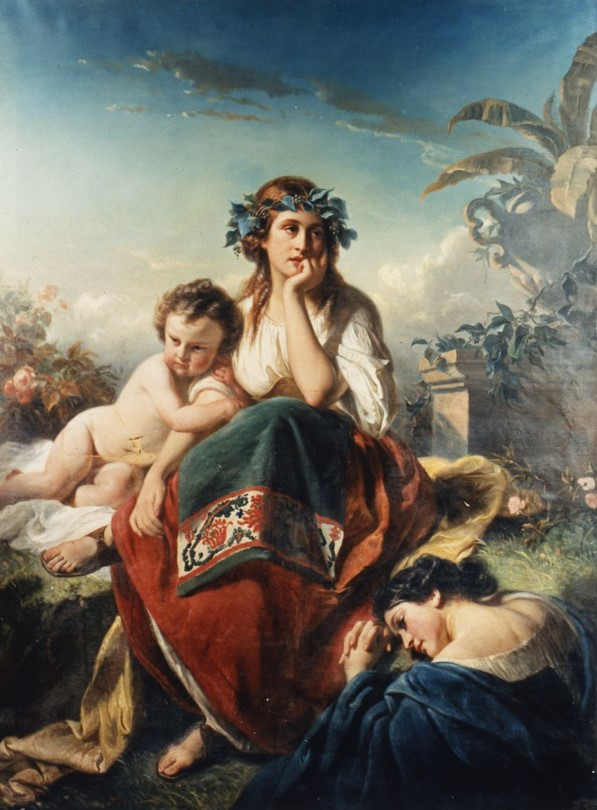
La Farniente, 1850, Aix-en-Provence, musée Granet
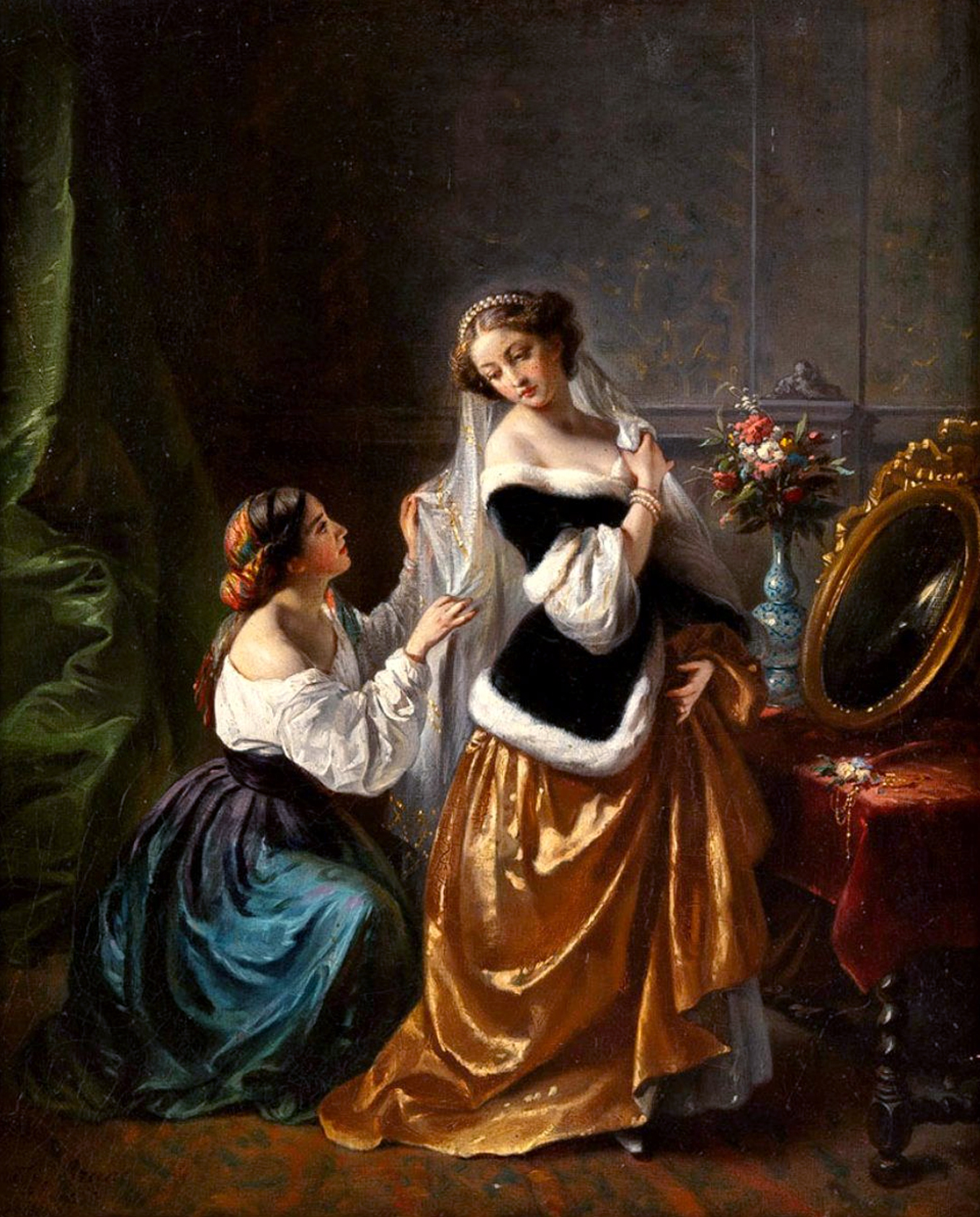
Une jeune dame et sa servante, 1853, collection privée
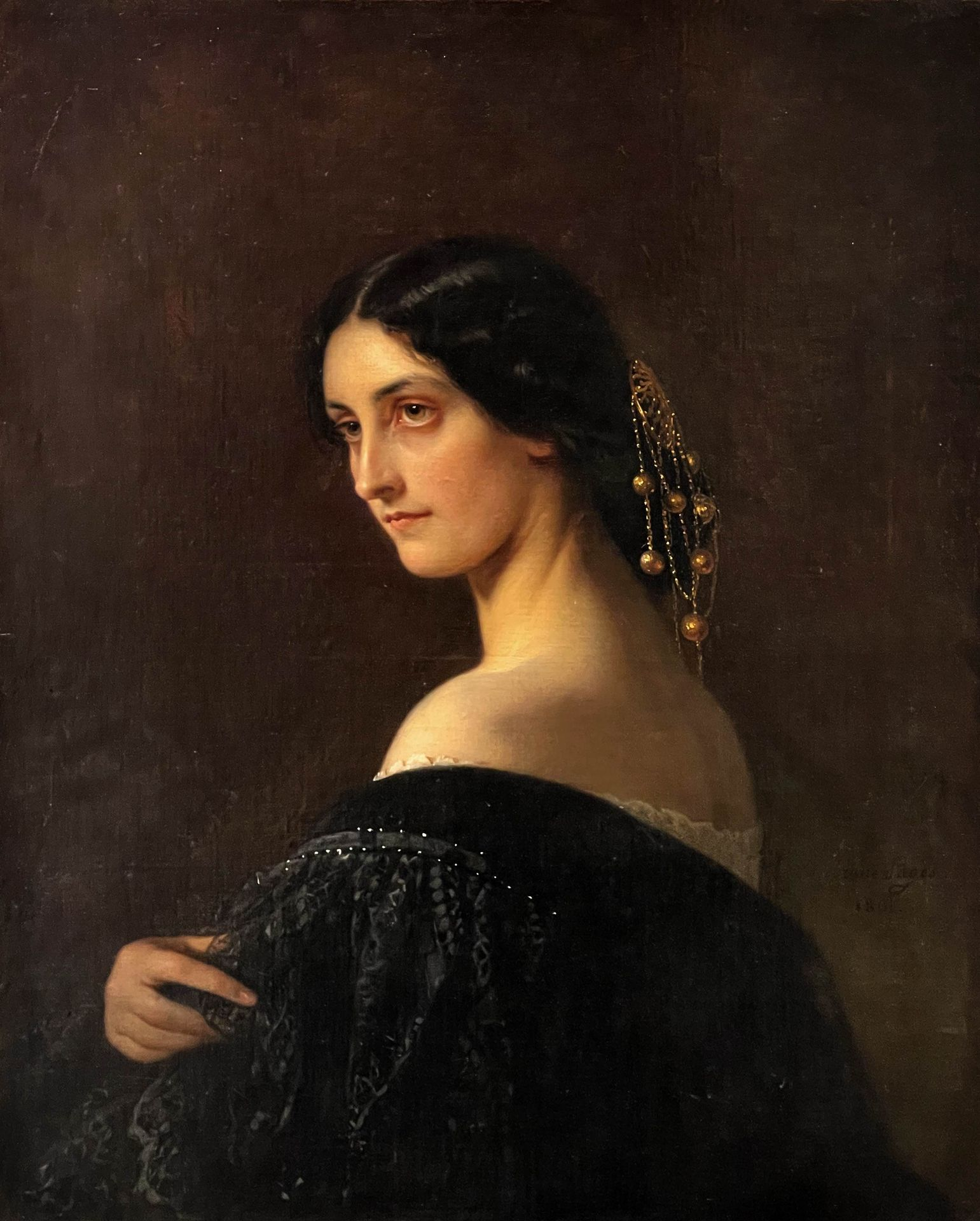
Portrait de Sophie Berthelot, 1861, collection privée
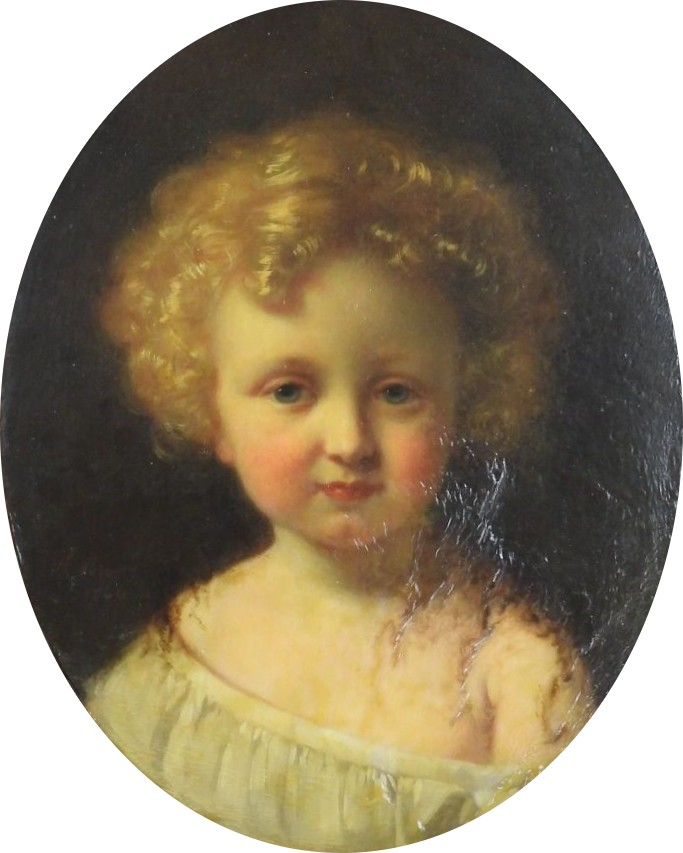
Portrait présumé de Joseph de Goncourt, 1866, collection privée